# پالو بلانکو (تگزاس)
پالو بلانکو (به انگلیسی: Palo Blanco) یک منطقهٔ مسکونی در ایالات متحده آمریکا است که در تگزاس واقع شده‌است. پالو بلانکو ۲۰۴ نفر جمعیت دارد.